# تپه دارپنگه
تپه دارپنگه مربوط به عصر مس و سنگ -هزاره ۱ قبل از میلاد است و در شهرستان اسلام‌آباد غرب، بخش مرکزی، دهستان حومه شمالی، حاشیه شرقی روستای چفته واقع شده و این اثر در تاریخ ۲۶ اسفند ۱۳۸۷ با شمارهٔ ثبت ۲۵۴۷۹ به‌عنوان یکی از آثار ملی ایران به ثبت رسیده است.